# Kuwa
Il Kuwa (桑? lett. "Gelso") è stato un cacciatorpediniere della Marina imperiale giapponese, quinta unità della classe Matsu. Fu varato nel maggio 1944 dai cantieri navali Fujinagata, a Osaka.
Appartenente alla 43ª Divisione, prese attivamente servizio in ottobre e fece in tempo a essere presente alla battaglia del Golfo di Leyte, assistendo la portaerei Zuiho. Dopo un breve ritorno in Giappone fece parte di una formazione incaricata di trasferire rinforzi a Manila, missione completata a metà novembre; distaccato verso il Brunei, fu richiamato prima della fine del mese nella capitale filippina e aggregato alla scorta di uno degli ultimi convogli diretto a Leyte. Fu affondato nelle prime ore del 3 dicembre nella baia di Ormoc da tre cacciatorpediniere statunitensi che, tuttavia, non riuscirono a impedire la missione di rifornimento.

## Caratteristiche
Il Kuwa presentava una lunghezza fuori tutto di 100 metri, una larghezza massima di 9,35 metri e un pescaggio di 3,30 metri; il dislocamento a pieno carico ammontava a 1 676 tonnellate. L'apparato motore era formato da due caldaie Kampon, due turbine a ingranaggi a vapore Kampon, due alberi motore con elica: erano erogati 19 000 shp, sufficienti per una velocità massima di 27,75 nodi (52,73 km/h); l'autonomia massima era di 4 680 miglia nautiche a 16 nodi (8 667 chilometri a 30,4 km/h). L'armamento era articolato su tre cannoni Type 89 da 127 mm L/40 in due affusti pressoché scoperti; quattro tubi lanciasiluri da 610 mm raggruppati in un impianto Type 92 e senza ricarica; venti cannoni automatici Type 96 da 25 mm L/60 e due lanciatori Type 94 per bombe di profondità (36 a bordo). Infine erano stati forniti un sonar Type 93 e un radar Type 22. All'entrata in servizio l'equipaggio era formato da 210 uomini.

## Servizio operativo

### Costruzione
Il cacciatorpediniere Kuwa fu ordinato nell'anno fiscale edito dal governo giapponese nel 1944. La sua chiglia fu impostata nel cantiere navale della ditta Fujinagata a Osaka il 20 dicembre 1943 e il varo avvenne il 25 maggio 1944; fu completato il 25 luglio seguente e il comando fu affidato al capitano di fregata Masamichi Yamashita, che da inizio mese aveva curato l'allestimento finale dell'unità. Fu immediatamente assegnato all'11ª Squadriglia cacciatorpediniere, dipendente dalla Flotta Combinata e demandata all'addestramento delle nuove unità in tempo di guerra.

### Dal Giappone alle Filippine

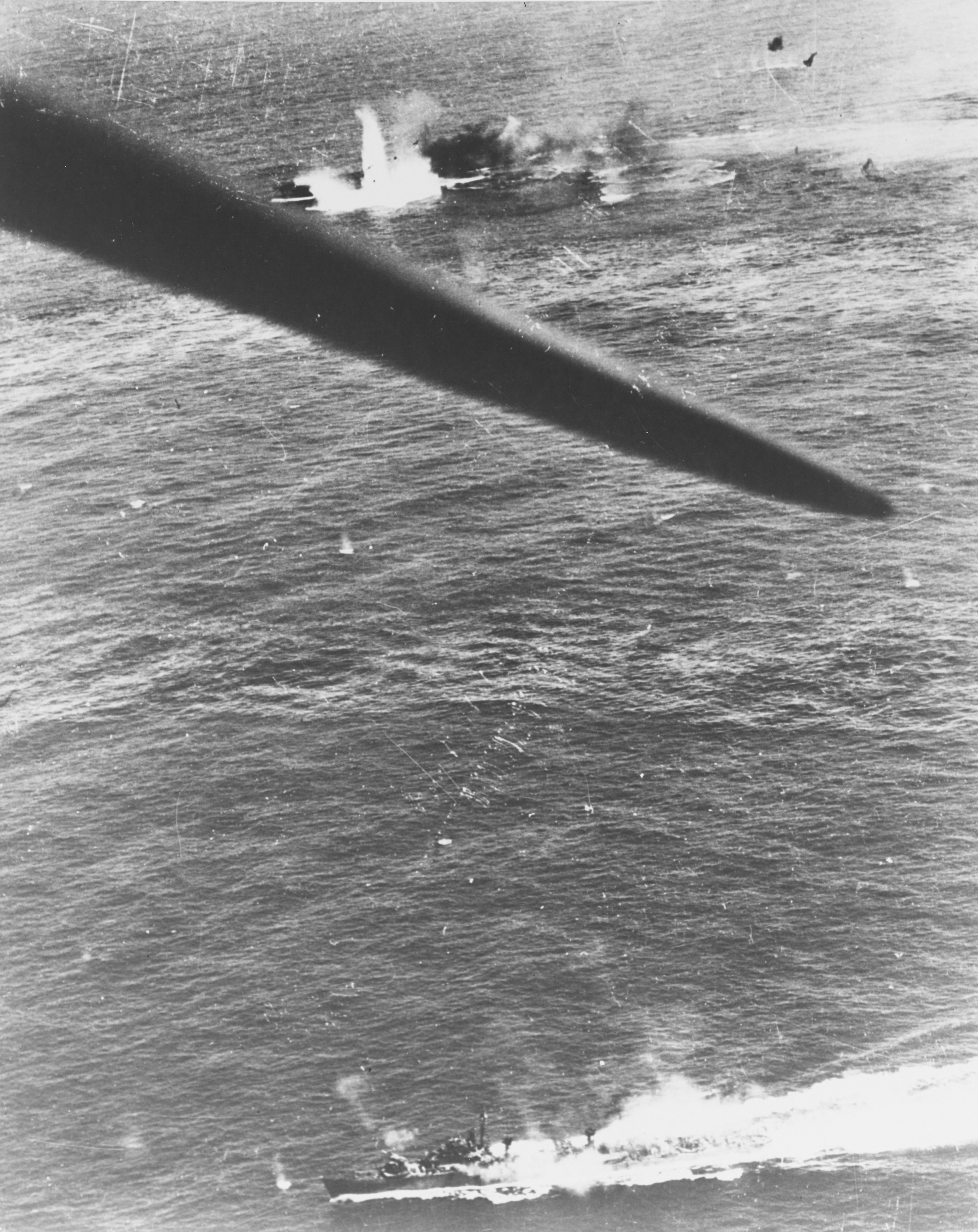
Uno dei Matsu (forse il Kuwa) apre il fuoco contro i velivoli americani il 25 ottobre 1944, ultimo giorno della battaglia del Golfo di Leyte. In secondo piano una portaerei giapponese sotto intenso attacco.

Il Kuwa intraprese la crociera di messa a punto nel Mare interno di Seto, dove poi condusse esercitazioni e addestramento spostandosi soprattutto tra Kure e Hashirajima per la durata prevista di due mesi; in ogni caso, già il 20 agosto fu assegnato alla 43ª Divisione cacciatorpediniere che già comprendeva i gemelli Take, Momo, Ume e che dipendeva dalla 31ª Squadriglia di scorta, a sua volta inquadrata nella 5ª Flotta. Il Kuwa continuò nel rodaggio dell'equipaggio e delle apparecchiature fino al 5 ottobre 1944, per lo più tra Kure e l'ancoraggio di Yashima, attività punteggiata da un paio di entrate in cantiere per manutenzione e interventi minori. Dopo aver completato un'esercitazione realistica il 10, fu inviato a Saeki e raggiunse i cacciatorpediniere Kiri e Maki, da poco inseriti nella 43ª Divisione: il 18 l'integrazione del Kuwa nel reparto divenne ufficiale. Quello stesso giorno le tre unità seguirono la nave ammiraglia Isuzu a Ōita, dove si trovava l'ultimo componente della divisione (il Sugi). Il 20 il Kuwa e i gregari aprirono la strada nel Canale di Bungo alla squadra di portaerei, diretta verso le Filippine per partecipare alla battaglia del Golfo di Leyte; nel corso del viaggio i quattro esemplari classe Matsu dovettero essere riforniti, dato che non avevano ampia autonomia. Nel corso della battaglia, il giorno 25, il Kuwa assisté la portaerei Zuiho durante i duri attacchi degli apparecchi imbarcati statunitensi: quando la nave colò a picco nel pomeriggio, il cacciatorpediniere trasse in salvo 841 membri dell'equipaggio, cui fu ordinato di non muoversi per non compromettere la stabilità dello scafo. Il Kuwa sfuggì con danni superficiali ad alcuni aerei americani e toccò Okinawa il giorno successivo, dove trasbordò circa 300 passeggeri sull'Isuzu. Partì il giorno dopo a fianco del molto danneggiato Maki per incontrarsi alle Amami Ōshima con la nave da battaglia ibrida Hyuga che accolse i restanti 500 naufraghi ancora a bordo del Kuwa; le navi salparono quindi alla volta di Kure, raggiunta il 29 e dove il Kuwa risolse rapidamente i trascurabili danni patiti.
Il 9 novembre la 43ª Divisione al completo, i cacciatorpediniere Momo, Ume, Shimotsuki e l'Isuzu scortarono le navi da battaglia Hyuga e Ise alla base di Mako; questa formazione salpò alla volta di Manila, carica di equipaggiamenti, materiali e scorte, ma la sera del 13 novembre l'alto comando la dirottò nella zona fittamente ricoperta di isole a ovest di Palawan, dopo aver appreso dei ripetuti attacchi sul porto dei gruppi imbarcati statunitensi. Qui rimasero le corazzate e alcuni cacciatorpediniere in attesa di navi da trasporto veloci, ma l'Isuzu con il Kuwa, il Momo e il Sugi misero nuovamente la prua sulla città filippina, la raggiunsero il pomeriggio del 18 e impiegarono alcune ore per scaricare i rifornimenti a bordo. Il 15 novembre, durante la missione, il Kuwa fu informato di essere stato riassegnato alla nuova 52ª Divisione, alle dipendenze dell'11ª Squadriglia in Giappone e composta dai cacciatorpediniere Hinoki, Momi, Kashi e Sugi. Prima dell'alba del 19 l'incrociatore, il Kuwa, il Momo e il Sugi mollarono gli ormeggi, caricati con materiale per attivare una piccola base di idrovolanti nel Brunei; poco fuori dalla baia di Manila finirono però sotto l'attacco del sommergibile USS Hake, che piazzò un siluro sull'Isuzu. L'incrociatore rimase a galla e fu deciso di scortarlo fino all'arsenale di Singapore, ma per qualche motivo il Kuwa tornò indietro durante la navigazione e il 28 gettò le ancore nella baia di Canacao (subito a nord di Cavite) per spostarsi nella vicina Manila il giorno successivo. Intanto, sin dal 20, la 52ª Divisione era stata trasferita ai diretti ordini della 31ª Squadriglia di scorta/Squadriglia cacciatorpediniere assieme alla 43ª e 30ª Divisione, le cui unità operavano nel settore delle Filippine e dintorni.

### L'affondamento
Nel primo pomeriggio del 1º dicembre il Kuwa fu selezionato come nave ammiraglia della scorta al terzo scaglione del convoglio numero 7, organizzato per sbarcare truppe, viveri e munizioni a Ormoc sulla costa nord-occidentale di Leyte e alimentare, così, la resistenza della guarnigione all'avanzata statunitense; il capitano Yamashita ebbe dunque sotto di sé il Take per difendere tre trasporti veloci. La missione iniziò alle 18:00 e le cinque navi arrivarono alla meta nella notte del 2, senza essere state attaccate dal cielo: il Take rimase vicino ai trasporti, intenti nel rapido scarico, e per accogliere a bordo i superstiti di precedenti convogli distrutti in zona; il Kuwa si portò invece nella parte meridionale dell'ampia baia di Ormoc a bassa velocità, per non formare baffi di schiuma. A mezzanotte precisa del 3 dicembre la 120ª Divisione cacciatorpediniere della United States Navy (USS Allen M. Sumner, USS Moale, USS Cooper) arrivò proprio da sud nella baia e le prime salve, indirizzate ai trasporti vicino alla riva, colsero alla sprovvista i giapponesi, ben più preoccupati di raid aerei notturni; Yamashita ordinò allora di gettarsi contro le unità avversarie (che ancora non avevano scorto il Kuwa) per guadagnare tempo e scompaginarne la formazione. Subito dopo aver lanciato siluri sul lato di sinistra, il Kuwa incassò diversi proietti da 127 mm sull'impianto d'artiglieria poppiero, sulle sovrastrutture e in corrispondenza di una delle sale motore. La sua velocità cadde a 15 nodi e il fuoco di risposta con il cannone di prua non sortì effetto sugli attaccanti, che piazzarono altre granate sulla nave giapponese riducendola a un relitto in fiamme. I cacciatorpediniere statunitensi, nel frattempo, erano stati presi di mira anche dal Take un cui siluro fece centro sul Cooper, che si spezzò in due e colò a picco; dopo un altro disordinato scambio di colpi gli americani ripiegarono attorno alle 01:45.
Non si sa di preciso quando il Kuwa andò a fondo e, generalmente, si propende per le 01:00 circa. Affondò in un punto della baia dove il fondale aveva profondità di 105 metri (10°50′N 124°35′E) con circa metà dell'equipaggio, incluso il capitano Yamashita. Il Take, rimasto danneggiato e con metà apparato motore distrutto, non si fermò a raccogliere i sopravvissuti ma inviò un messaggio al presidio di Ormoc perché se ne occupasse, dopodiché ripiegò. Dell'equipaggio del Kuwa otto furono recuperati da uno dei trasporti e molti riuscirono a raggiungere la costa relativamente vicina, ma qualcuno, al contrario, fu fatto prigioniero dagli statunitensi il giorno seguente.
Il 10 febbraio 1945 il Kuwa fu depennato dai registri della Marina imperiale. Nel dicembre 2005 una squadra esperti in immersione ha trovato ed esplorato il relitto, che giace in assetto sul fondale ma pressoché senza sovrastrutture.